# Ancistrus
Denna artikel handlar om släktet Ancistrus, för arten som ofta säljs under namnet Ancistrus, se skäggmunsmal

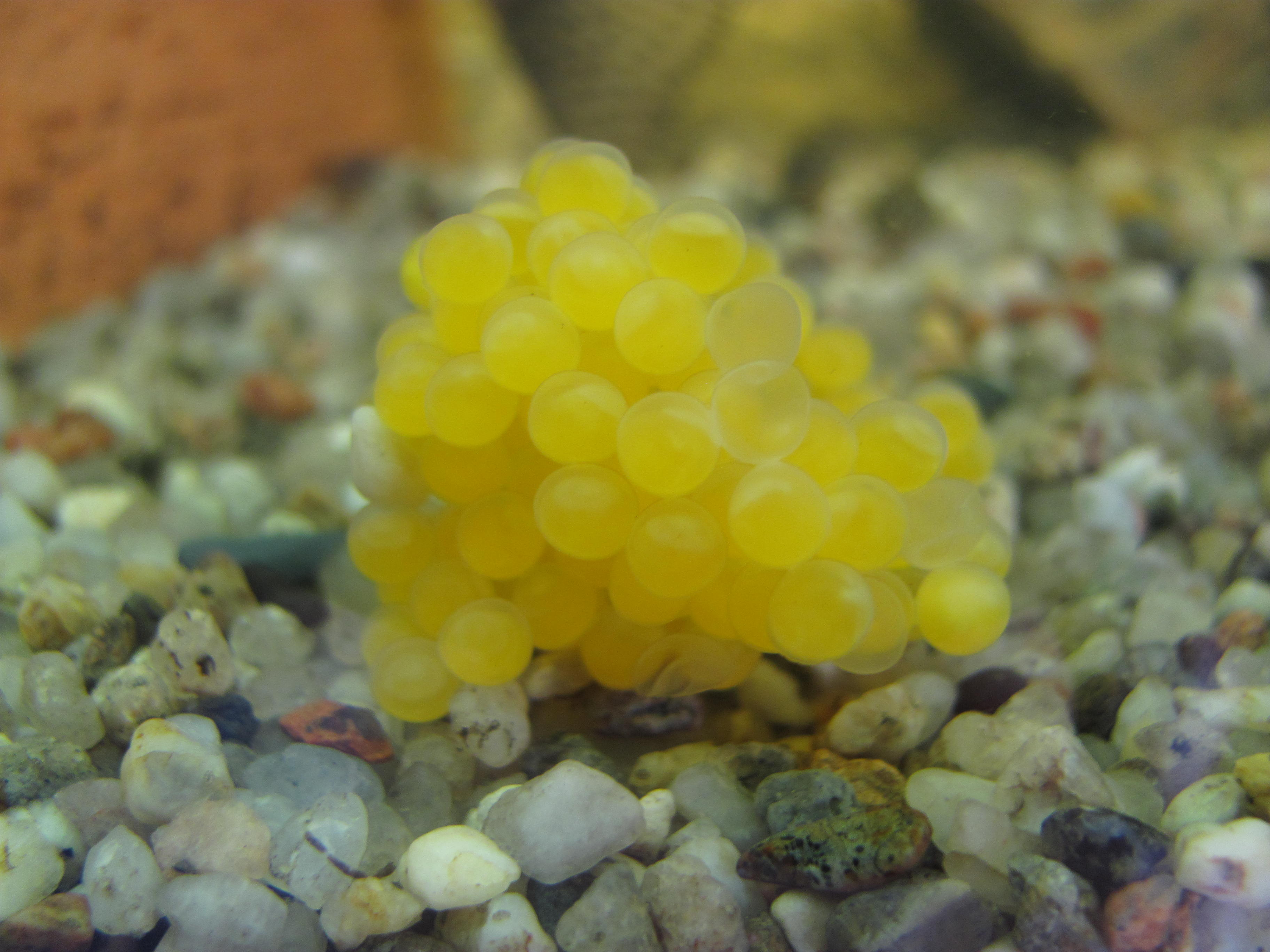
Ancistrus ägg

Ancistrus är ett släkte harneskmalar där flera arter är populära akvariefiskar. Arterna är sötvattenlevande.
Arterna i släktet uppvisar alla de typiska dragen hos harneskmalarna. I jämförelse med en typisk art av släktet Plecostomus så är dessa vanligen kortare; runt 15 centimeter eller mindre, tillplattade och fetare med jämförelsevis bredare huvud. Det kännetecken som vanligen sammankopplas med arterna är de köttiga tentaklerna på huvudet; detta kännetecken har enbart de vuxna hanarna. Honorna kan visserligen ha tentakler vid munnen, men dessa är mindre än hanens, och de har inte några på huvudet. Färgen är vanligen spräckligt brun, grå eller svart. Det är inte ovanligt med små vita eller gula fläckar.

## Arter
Släktet Ancistrus omfattar åtminstone 59 arter som givits åtminstone engelska namn samt ett antal som enbart identifieras med hjälp av kod.

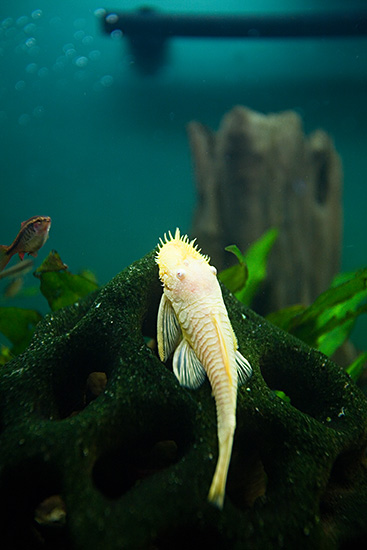
Albinoform av Ancistrus sp.

| - A. abilhoai - A. agostinhoi - A. aguaboensis - A. bodenhameri - A. bolivianus - A. brevifilis - A. brevipinnis - A. bufonius - A. caucanus - A. centrolepis - A. chagresi - A. cirrhosus - A. claro - A. clementinae - A. cryptophthalmus - A. cuiabae - A. damasceni - A. dolichopterus - A. dubius - A. erinaceus - A. eustictus - A. falconensis | - A. formoso - A. fulvus - A. galani - A. gibbiceps - A. gymnorhynchus - A. heterorhynchus - A. hoplogenys - A. jataiensis - A. jelskii - A. latifrons - A. leucostictus - A. lineolatus - A. lithurgicus - A. macrophthalmus - A. maculatus - A. malacops - A. maracasae - A. marcapatae - A. martini - A. mattogrossensis - A. megalostomus - A. minutus | - A. montanus - A. mullerae - A. multispinis - A. nationi - A. nudiceps - A. occidentalis - A. occloi - A. parecis - A. pirareta - A. piriformis - A. ranunculus - A. reisi - A. spinosus - A. stigmaticus - A. tamboensis - A. taunayi - A. temminckii - A. tombador - A. trinitatis - A. triradiatus - A. variolus - A. verecundus |